# Глибинне вибирання
Глибинне або глибоке вибирання (англ. Deep sampling) — один з різновидів статичного вибирання, з використанням якого точність жертвується на користь глибини. Проводиться невелика кількість дослідів, результат кожного з яких містить необхідні дані. Досліди здійснюються приблизно рівномірно для ресурса, що нас цікавить, наприклад, час або пам'ять. Цей варіант корисний для виявлення великих прихованих проблем.
Приклади:
- В галузі програмного аналізу виробності застосовується проведення дослідів над стеком викликів в довільні моменти часу під час виконання програми. Це допомагає виявленню зайвих викликів функцій, а також критичних ділянок коду.

- В галузі керування комп'ютерними накопичувачами інформації досліджуються довільні байти накопичувача. Результати також містять логічні ім'я файлів, що містили тестові байти. Це дозволяє виявити файли або типи файлів, що споживають зайвий дисковий простір, навіть якщо вони глибоко занурені або широко розкидані в структурі каталогів.